# 罗马史 (李维)

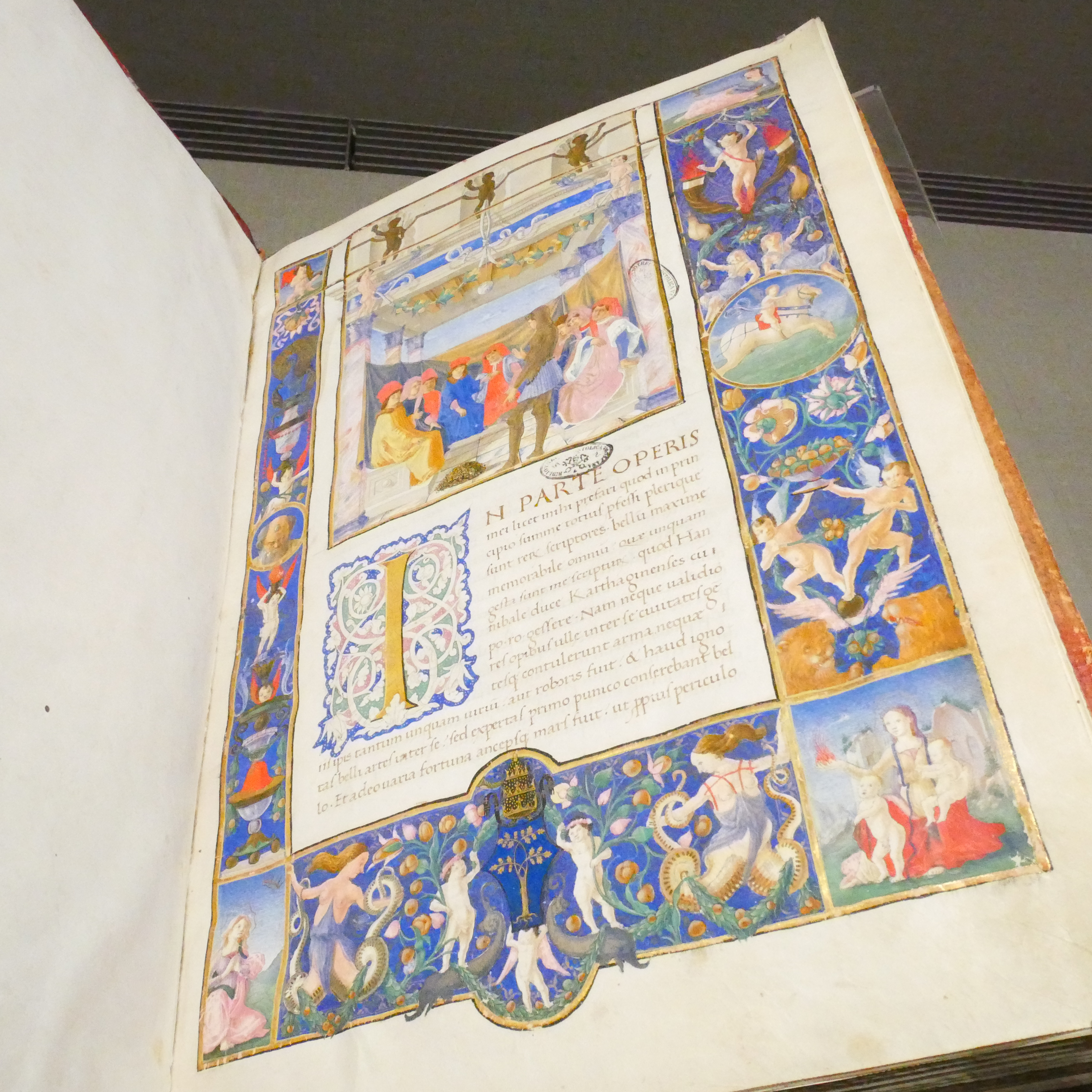
《羅馬史》（梵蒂岡宗座圖書館藏，15世紀）

《自建城以来》（拉丁語：Ab Urbe Condita），或译《罗马史》是一部由李维自公元前27年到公元前25年之间开始创作的史书。
本书自罗马建城前的传奇人物埃涅阿斯（公元前753年）写到李维所生活的凯撒帝制时期，最终止于大德鲁苏斯之死（公元前9年）。现今有大约25%的文献留存下来。

## 主要内容
1. 1—5卷：建城到罗马被高卢人攻克（前753—387年）
2. 6—10卷：萨莫奈人战争（到前290年）
3. 11—15卷：征服意大利（到前265年）
4. 16—20卷：第一次布匿战争到第二次布匿战争之前（前264——219年）
5. 21—30卷：第二次布匿战争（前218—201年）
6. 31—45卷：马其顿和叙利亚战争（到前167年）
7. 46—70卷：内战到同盟战争（前91年）
8. 7l—80卷：内战到马略之死（前86年）
9. 81—90卷：内战到苏拉之死（前78年）
10. 91—103卷：内战到庞培在东方取得胜利（前62年）
11. 104—108卷：共和国末期
12. 109—116卷：内战到恺撒之死（前44年）
13. 117—133卷：内战到阿克提乌姆之役（前30年）
14. 134—142卷：奥古斯都时代（前29—9年）